# Macaranga macropoda
Macaranga macropoda är en törelväxtart som beskrevs av John Gilbert Baker. Macaranga macropoda ingår i släktet Macaranga och familjen törelväxter. Inga underarter finns listade i Catalogue of Life.